# Estadio Dasaki
El Estadio Dasaki también llamado Estadio Nacional Achna (en griego: Στάδιο Εθνικού Άχνας) es un estadio multiusos ubicado en la ciudad de Achna, Chipre. Fue inaugurado en 1997 y posee una capacidad para 7.200 espectadores, es utilizado por el club Ethnikos Achna de la Primera División de Chipre.
En 2022 albergó los partidos de la Selección de fútbol sub-21 de Chipre por las Clasificatorias para la Eurocopa Sub-21 de 2023.